# 王維基

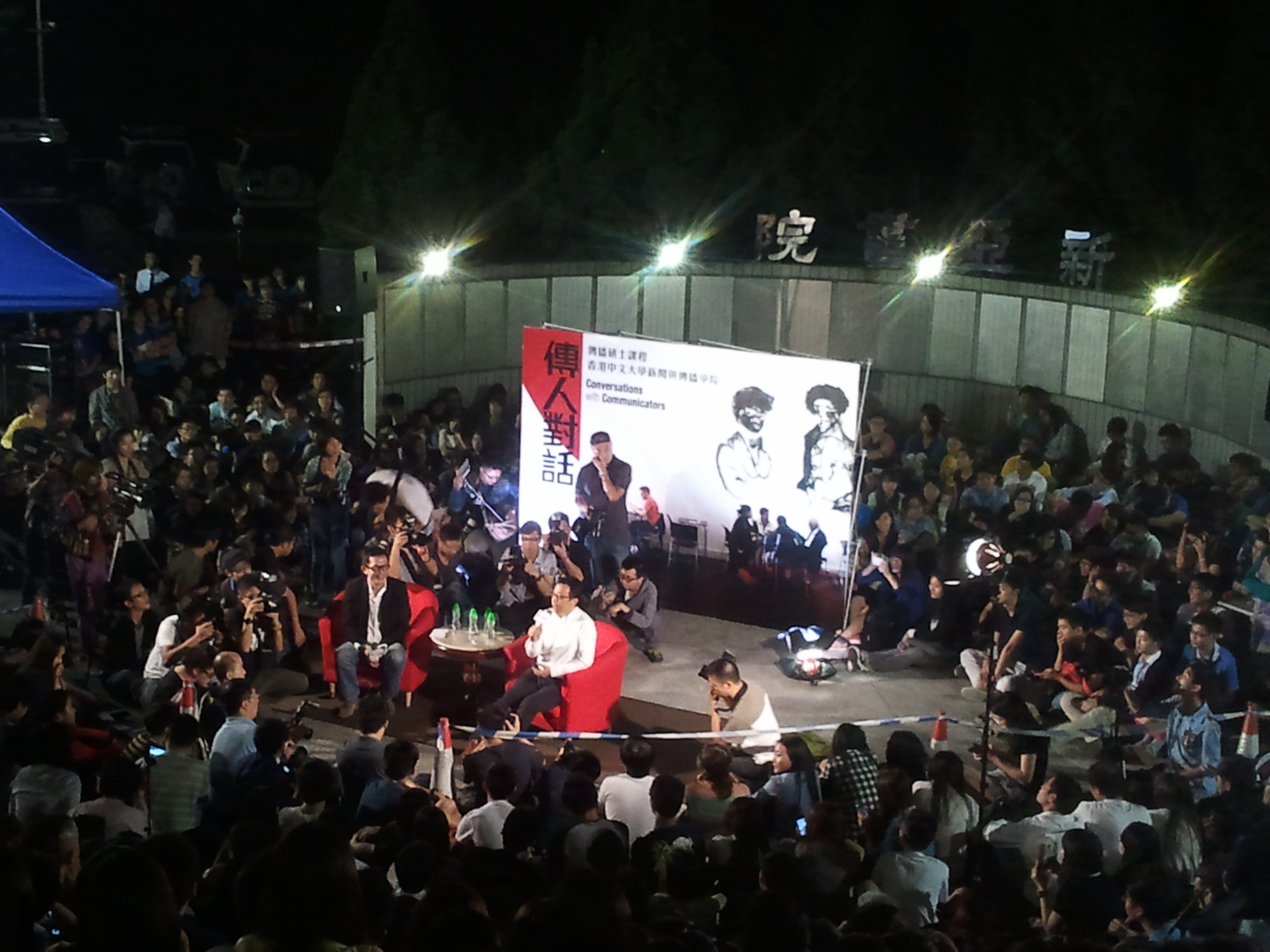
王維基在母校香港中文大學的新亞書院圓形廣場主持講座（2013年）

王維基（英語：Ricky Wong Wai-kay，1961年12月13日—），香港科技探索有限公司董事會副主席及行政總裁、香港寬頻創辦人，香港中文大學聯合書院校董，曾經出任第十屆浙江省政協委员。
王維基畢生從事电讯業務。1990年代香港，王維基白手興家創辦城市電訊，打破當時香港電訊長途電話壟斷香港市場的局面，其後成立香港寬頻，挑戰當時香港規模最大的網絡服務供應商電訊盈科旗下品牌網上行的地位。2009年，王維基離開電訊業，將城市電訊改組為香港電視網絡，參與香港免費電視市場。在市場營銷策略及市場推廣手法上，他以破格、踩界和善於逆境戰著稱。
2016年，王維基參選立法會選舉港島區，最終得票較公民黨的陳淑莊低2081票，無緣晉身立法會。

## 簡歷
王維基1961年出生於香港，於九龍城民生書院唸幼稚園，後來因為社會動盪，九龍城區經常發現土製炸彈，母親替其轉到何文田培正小學升學，後來局勢穩定，又轉回民生書院升讀六年級，1970年代中學畢業於該校，以高考1A2B3C成績入讀香港中文大學。而在校時與演員陳庭威及製作人蕭潮順為中學同學。王維基在1985年取得香港中文大學聯合書院電子工程學系科學學士銜，1985－1989年間工作於IBM電腦公司，負責在香港市場推廣及分銷電腦產品，1989年移民加拿大從事入口及分銷電腦系統，1991年於加拿大創辦城市電訊。1992年回流香港，成立香港城市電訊，主要經營廉價回撥長途電話業務，1997年城市電訊於香港聯合交易所掛牌上市並擔任公司主席。1999年成立香港寬頻，提供寬頻上網、寬頻電視及電話、固網和長途電話等服務。2008年取得香港中文大學行政工商管理碩士（EMBA）。

## 事業

### 早年
王維基於17歲時創業，他聲稱當時為香港開辦5間補習社，吸引400多位學生光顧，並賺取第一桶金四萬港元（1960年代時等於5128美金）。隨後數年本地報章多次邀他訪問，王維基稱他21歲時就萌生從台灣引進免稅工程教科書的想法，而在就讀香港中文大學第3年時，這為他帶來豐厚利潤，同時亦有助紓緩在讀大學生面對當時中文教科書稀缺以及成本高昂的困境。

### 國際長途電話
1990年代初，國際直接撥號（IDD）在香港很昂貴，為了防範各國間諜，所以服務由香港電訊獨家提供，每分鐘收費12港元（相當於1.5美元）。王維基當時移民加拿大，而當地政府開放電訊市場和使用「回撥長途電話」，王維基於是與其表親致函香港政府並取得它的批准，最後其表親將回撥長途電話服務帶到香港，藉此開拓香港長途電訊服務市場。IDD面對新方式競爭，因而價格下跌逾50%。香港電訊與香港政府進行長時間商量，終於同意於2006年屆滿期限前，提早8年結束它提供的一些對外電訊線路和服務的獨家經營牌照，並提供67億港元現金補償。根據官方數據，來自電話和IDD服務市場競爭的累計金額很龐大，而單是於1999年至2002年之間的IDD的金額估計為255億港元。

### 互聯網寬頻
隨著全球互聯網越趨普及，王維基預視本地電訊市場將出現新戰場。當香港仍然正在使用將落伍的傳統銅線技術ADSL，而當時的服務速度上限僅為1.5Mbit/s至6Mbit/s時，王維基旗下的香港寬頻購買固網服務牌照，並開始長達10年使用光纖FTTH技術於香港建設新網絡的項目，由此累計投資額超過30億港元。
王維基大膽的作風及決策讓當時市場及投資者認為是天方夜譚，而王維基的公司數年來一直慘淡錄得赤字。然而，隨著投資項目進行，並在思科系統的設備及技術支援下，王維基終於成功構建世界最大型的城域以太網，並於2004年及2005年推出可能是首個100Mbps及1000Mbps住宅使用的寬頻服務。他的公司於2008年成為香港第二大互聯網服務供應商，於2009年成為增長最快的服務供應商，目標是於2016年能摘取香港第一服務供應商之桂冠。

### 亞洲電視十二日維新
王維基於2008年12月擔任亞洲電視行政總裁，上任12日後懷疑發生被逼辭職事件。亞洲電視時任主席張永霖稱與王維基的處事作風迥異，未能夠合作，因此「接受王的請辭」，之後王維基向外聲稱自己並無辭職意向，及後管理層與王維基協議，「確定王的辭職」，及改任為顧問。外間普遍認為王維基僅出任不到兩周便戲劇性退下，全因為曾經發表「親共的電視沒有人看，只有反共的電視才有人看」的言論，得罪了中國共產黨所致。

### 申請免費電視牌照失敗
2009年，香港政府接受免費電視牌照申請。王维基為城市电讯申請免费电视牌照 ，於2011年向當時的兩家免費电视台香港无线电视（TVB）和香港亚洲电视（ATV）大舉挖角，曾聯絡多位藝人，包括林保怡、馬浚偉、鄭嘉穎、胡杏兒、楊怡及廖碧兒等。
2012年，王维基正式為城市電訊電視部開始一連串宣傳活動，包括舉行造勢大會及於YouTube發放電視節目宣傳片。同年10月10日，王維基接受雅虎娛樂圈訪問，了解他轉戰電視業的經歷。12月4日，王維基正式開始宣佈城市電訊（香港）有限公司，易名為香港電視網絡有限公司。
2012年11月下旬，亞洲電視執行董事盛品儒向傳媒指王維基於2009年在亞視出任行政總裁期間，大量複印並盜取公司敏感資料，盛聲稱如沒有這些資料王根本無力在離開亞視後約一年的時間申請免費電視牌照，盛指亞視已因這事報警，王則反駁不明白亞視有甚麼商業機密和節目大計等值得他或其他人去偷，並已入稟高院控告盛和亞視誹謗。另外，亞視在2012年11月一連三集《微播天下》中，製作「維基解密」環節，多次針對他申請免費電視牌照一事作出批評，甚至將其照片改圖加上兩隻紅角和一條紅尾，引起不少網民非議。可惜，該節目只有零點至一點收視，王維基也自嘲說自己沒有叫座力。通訊事務管理局其後接到約40名公眾人士投訴該節目，有關內容最後被罰款八萬元，並特別指出亞視利用電腦特技，將王維基妖魔化，有誤導觀眾效果，足以影響有關人士聲譽，網民再度恥笑，又擔心亞視繳付罰款的能力。
2013年10月15日，港府公佈申請免費電視牌照結果，拒絕發牌予香港電視。王認為未來再營辦電視台的機會很微，經營網台亦很難收回成本，可能會轉拍電影。而已完成拍攝的劇集或會外銷。同時他數度重申，相信港視不獲發牌「不涉政治考慮」，「被拒發牌與中央政府無關」，聲稱自己「不是很政治」的人。11月，王維基引用梁振英2010年著作《如果是你的子女》指，香港精神是鼓勵競爭，優勝劣敗方可推動業界進步，令市民有更多電視台選擇才是社會之福。
其後，香港電視就行政會議不發牌的決定提出司法覆核。雖然法院裁定行政會議需要重新考慮發牌決定，但行政會議提出上訴。上訴裁定行政會議勝訴，意味行政會議不再需要跟進香港電視早前的申請牌照事宜。
香港電視決定再次申請免費電視牌照，惟其間尚有多項事件（包括有新的申請者、其後又有申請者退出等），牌照申請事宜一直拖延至 2017 年秋季仍未完成。此時，王認為需要再檢視未來是否繼續發展電影業務。2018 年春季，香港電視決定正式撤回免費電視牌照申請，及退還其他已成功申請的牌照（包括流動電視牌照等）。

### 開拓網購業務
2014年，於再次申請免費電視服務牌照同時，王維基領導集團發展全新的網購業務，計劃結合流動電視的頻譜及Over-The-Top互聯網平台，憑藉集團的強大品牌及節目庫，探索電子商貿的發展機會，以不同的商業模式打造一個全港最大型、擁有最多元化品牌、產品及服務並提供一站式服務的全天候「電子購物商場」。

## 政治參與
王維基一般被視為中間派政治人物，但於參與2016年香港立法會選舉，得到開明建制派自由黨的支持。

### 參與2016年香港立法會選舉
2016年5月11日，王維基表示有意參加9月舉行的立法會選舉，已於2月申請放棄加拿大國籍，參選目的是反對梁振英連任香港行政長官。及後他於同年7月4日舉行記者會，正式宣佈參選香港島選區，並指已完成放棄加拿大國籍的程序，其競選網站rickyelection.hk同時正式運作。同時，他公開了一份長達100頁的候選政綱。
王維基在接受商業電台〈在晴朗的一天出發〉節目的訪問中大談自己有意參選立法會選舉的原因。旺角騷亂令他為沒能力讓年青人做點事而感歉疚。他認為實際採取行動才有用，很多人都抱怨政制社會的問題，但不多人願意犧牲，走出來為被社會做點事。王維基擔心，若梁振英連任多5年，社會不只思想上還有行動上會分裂，其惡劣的破壞會變得無可挽救 。他直指，梁振英的處事手法激起民憤，即使他推行的政策是正確，但市民都不會相信他，因為他經常說謊。王維基更披露在飯局中得悉建制派怨聲載道，不滿要替行政長官梁振英幫忙掩飾其所作的壞事，他們比泛民或其他人更想換特首，只是有難言之隱。王維基強調，香港只想要一個誠實的行政長官，但梁振英令到整個社會價值觀扭曲，而他的香港電視網絡有限公司不獲發免費電視牌照就正好突顯了此問題，讓人反思到底香港還有沒有法律和政策 。
王維基冀能透過參選立法會不讓香港維護的核心價值和制度敗於自己這代人手上。他解釋，若他參選立法會至少可有一個平台發聲、說出自己的理念，而且能接觸69位立法會議員，鼓勵他們一起提出換特首的訴求。他說，立法會應有新聲音，不只傳統政黨黨派換新血，亦需要新人新力量為立法會帶來新景象。
訪問期間，王維基表示2016年香港立法會選舉中任何黨派的候選人都不能再像周浩鼎在2016年香港立法會新界東地方選區補選那時的表現般迴避，候選人必然要準備回應支持誰當行政長官的問題。市民可根據他們是否支持梁振英連任當行政長官的取態上選擇支持哪一位候選人，選舉結果可反映市民對於特首人選的看法 。
在港獨的議題上，王維基認同每人都應有基本權利自決未來，但他不支持港獨，亦不認為香港文化和社會氣氛已準備好獨立。他以徵兵入伍軍隊為例，國家需要獨立的軍隊，但大多家長不會希望子女受軍訓當兵，從而指出港獨這議題只是「講多行動少」。儘管如此，他仍主張提供言論和思想自由讓人討論港獨，因為這空間正是香港核心價值的可貴之處。相較之下，王維基支持一國兩制。若有公投，他有信心絕大部分香港人不會選擇港獨。
王維基現不考慮參選行政長官，只想先專注於立法會選舉一事上 。他拒絕跟任何政黨在選舉事宜上有枱底交易，如磋商參選哪一個選區，惟實際上獲自由黨支持參選香港島。
2016年9月5日，港島選區點票結果正式公佈，王維基獲得33,323票，以2081票（0.6%）的差距，敗給取得最後一席的公民黨陳淑莊。

### 反對逃犯條例修訂草案運動
爭議初期，王維基表示逃犯條例和公司生意沒有太大關係，不方便作答。但隨著局勢升溫，王維基多次要求政府克制。
2019年7月19日，包括王維基在內的35名政經商教界人士聯署，促政府以實際行動回應社會訴求，如成立法定獨立調查委員會，以紓緩社會撕裂，帶領香港走出修例陰霾，重新出發。
2019年8月9日，王維基於Facebook公開批評警察在北角和元朗白衣人襲擊一事辦事不力，「玩失蹤、睜大眼、講大話」。
2019年11月12日，身兼香港中文大學校董的王維基，於Facebook公開發表文章，呼籲「中大人，回中大，保中大，抗警暴」。有照片攝得他戴上防煙面罩現身中大。

## 學歷、經歷及公司事蹟
- 1970年代於民生書院畢業
- 1985年取得香港中文大學聯合書院電子工程學系科學學士學位
- 1985年至1989年間於IBM負責在推廣香港市場及分銷電腦產品
- 1989年移民加拿大，從事入口及分銷電腦系統
- 1991年於加拿大創辦城市電訊
- 1992年流香港，成立香港城市電訊，主要經營廉價回撥長途電話業務
- 1993年加入自由黨，為創黨黨員之一
- 1996年退出自由黨
- 1997年城市電訊於香港聯合交易所掛牌上市，擔任公司主席
- 1999年城市電訊於美國NASDAQ掛牌上市
- 1999年成立香港寬頻網絡，提供寬頻上網、寬頻電視、固網和長途電話等服務
- 2008年取得香港中文大學行政工商管理（EMBA）碩士學位
- 2008年12月擔任亞洲電視行政總裁，上任12天後發表聲明離職[41][42]，亞視將其職位調遷為亞視顧問
- 2020年2月7日於HKTVMall官方專頁發布其已在台灣以20萬美元高價成功搶購用於生產外科口罩之器材，以助香港短期內建立生產線以應對因2019冠状病毒病疫情所引致的全球性口罩短缺問題。

## 曾擔任的公共職務和董事
- 浙江省政協委员
- 香港中文大學聯合書院校董
- 青年事務委員會委員
- 香港職業訓練局名譽顧問
- 資訊科技培訓及發展委員會成員
- 堡獅龍獨立非執行董事

## 參與電視節目
- 2014年：頭條新聞（25周年特輯）[43]（嘉賓）（香港電台）
- 2018年：Good Night Show 全民睇波派對（嘉賓）（ViuTV）

## 廣告
- 香港信貸
- 保泰人壽[44]

## 部份獎項及專題訪問
- 「雅虎香港感情品牌大獎08-09」2008年度風雲人物
- 全球電訊業首百位最具影響力人物之一
- Directors of the Year 2005香港董事學會 [永久]
- Wiki Wong builds Hong Kong's 21st Century Network （Global Telecoms Business Magazine 2005）（页面存档备份，存于）
- Man of the Year （Hong Kong Business Magazine）（页面存档备份，存于）

## 外部連結
- 王維基的網誌[]
- 基思more人（页面存档备份，存于）
- 王維基的新浪微博
- 王維基的Facebook專頁
- 王維基立法會選舉主頁